# جاستن دولينج
جاستن دولينج هو لاعب هوكي الجليد كندي، ولد في 1 أكتوبر 1990 في Cochrane, Alberta ‏ في كندا.

## وصلات خارجية
- جاستن دولينج على موقع دوري الهوكي الوطني (الإنجليزية)
- جاستن دولينج على موقع EliteProspects.com (الإنجليزية)
- جاستن دولينج على موقع HockeyDB.com (الإنجليزية)
- جاستن دولينج على موقع Hockey-Reference.com (الإنجليزية)